# XXXII wiek p.n.e.
V tysiąclecie p.n.e. IV tysiąclecie p.n.e. XXXII wiek p.n.e XXXI wiek p.n.e. XXX wiek p.n.e. XXIX wiek p.n.e. XXVIII wiek p.n.e. XXVII wiek p.n.e. XXVI wiek p.n.e.
 

## Urodzili się
- Według kalendarza żydowskiego Enoch, syn Jereda, (3138 p.n.e. – 2873 p.n.e.?)
- Narmer, założyciel I dynastii egipskiej

## Wydarzenia
Wydarzenia w Europie
- Neolityczni osadnicy wybudowali Skara Brae na Orkadach
- Ludzie neolitu budują Newgrange w Irlandii
- Początki ośrodka cywilizacyjnego wokół Stonehenge

Wydarzenia w Azji
- 3102 p.n.e. – postulowany początek Kalijugi (18 lutego)

Wydarzenia w Afryce
- Najwcześniejsze poznane hieroglify egipskie, rozpoczynające Wczesny Okres Dynastyczny

Wydarzenia w Ameryce
Wydarzenia w Australii